# Münchner Nordring
A Münchner Nordring (magyar nyelven: Müncheni Északi Gyűrű) egy München városát északról elkerülő vasútvonal, amelynek egy részét csak tehervonatok használják. A vonal jelentősége az árufuvarozás szempontjából részben abból is adódik, hogy a vonal keresztülhalad a München Nord rendezőpályaudvaron (Rangierbahnhof München Nord).

## Útvonal
A Nordring Olching állomáson kezdődik, és kezdetben Groebenzellből északra, a müncheni Allach városrészbe vezet. A vonal összeköttetésben áll a Nürnberg-Ingolstadt-München-vasútvonallal, mielőtt a vonal áthalad München északi rendezőpályaudvarán. A rendezőpályaudvar kijárati vágányai közelében van egy összekötő ív Moosachba a Laimba tartó vonalon. Hasonlóképpen van csatlakozás az északra futó München-Regensburg-vasútvonalhoz.
A rendezőpályaudvartól keletre a vonal az olimpiai falu északi szélén halad. Az 1972. évi nyári olimpiai játékok idején a vonalon található egykori München Olympiastadion állomásra személyszállító járatok közlekedtek.
A vonal keleti oldalán, Milbertshofenben és Freimannban két teherpályaudvar található. A Milbertshofeni pályaudvartól nyugatra egy mellékvágány ágazik le a BMW 1-es számú gyárához. Keletebbre egy vágány korábban a München-Schwabing teherpályaudvarra ágazott le; ezt a vágányt ma a 23-as villamosvonal vágányai használják. A Freimann pályaudvartól keletre van egy mellékvágány a müncheni U6-os metróvonalhoz, amelyet az U-Bahn vonatok szállítására használnak. Miután a vonal a Föhring vasúti hídon átkel az Isar folyón, egyesül a München Ost-München Repülőtér vasútvonallal, amelytől Daglfing állomáson válik el. Egy összekötő ívben halad Trudering állomásig, majd nem sokkal később csatlakozik a München-Rosenheim-vasútvonalhoz.
A második világháború utánig a vonalnak volt egy elágazása is Johanneskirchenből Feldkirchenbe a München-Mühldorf-vasútvonalon keletre, valamint Roggensteinből a München–Buchloe-vasútvonalon Olchingba. Ezeknek még mindig vannak nyomai, bár a síneket már felszedték.

## Története

### Moosach-Schwabing
A vasút első szakaszát, a későbbi Münchner Nordring első szakaszát 1901. október 1-jén nyitották meg. Ez egy kizárólag teherforgalomra szolgáló helyi vasút volt, amely a München melletti Moosach állomásról a München-Landshut-vasútvonalon Milbertshofenen keresztül München-Schwabingba vezetett.

### München-Kelet-Schwabing
A München-Kelet-Ismaning helyi vasútvonal 1909. június 5-én nyílt meg. Ezzel egy időben egy másik helyi teherszállító vonalat is megnyitottak a teherforgalom számára Johanneskirchenből, e vonal egyik állomásáról München-Schwabingba. Ezzel befejeződött a Münchner Nordring fejlesztésének első szakasza.

### Kapcsolat Mühldorfhoz
A Münchner Nordring közvetlen összeköttetése a mühldorfi vonallal 1941-ben készült el Johanneskirchen és Feldkirchen között. A vonal meghosszabbítását a Rosenheim-vonalon Zornedingig tervezték, de nem valósult meg. A második világháború után a kapcsolatot nem használták. Öt évig nem is üzemelt.

### Teherszállítás
A vonalat számos belföldi és nemzetközi tehervonat használja. Ezek közé tartoztak többek között a Manching-Brennersee RoLa járatai egészen annak bezárásáig.

### Helyi forgalom
A milbertshofeni pályaudvart elsősorban az olajipar használja, nem pedig egyéb teherforgalom. A BMW forgalmát is Milbertshofenben bonyolítják le.
A Freimann pályaudvaron csak néhány kitérőt használnak még, amelyek a Milbertshofenbe irányuló és onnan induló forgalmat szolgálják ki. Többek között az Euro-Industriepark különböző cégeit szolgálja ki, ahol pénz- és áruforgalmi üzletek találhatók.
Johanneskirchentől északra található a Stadtwerke München Heizkraftwerk Nord ("északi hő- és villamos erőmű"), amelyet szénszállító irányvonatokkal szolgálnak ki.

### Személyszállítási szolgáltatások
Néhány éjszakai vonatot és a repülőtérre közlekedő S8-as S-Bahn járatát leszámítva a Münchner Nordringen nincsenek menetrend szerinti személyszállító járatok. A vonalat csak akkor használják terelésre, ha a München Süd részén, illetve Olching és Laim között nem járható a pálya.

### Freimann műhely
A Freimann pályaudvartól délre volt az egykori Ausbesserungswerk München-Freimann, ahol egykor több ezer ember dolgozott. Egy részét ma is a Deutsche Bahn kutatási és technológiai központja használja, és még mindig kísérleti járműveket tárol. Az egykori műhely területét ma már sokféleképpen használják - egy részét az Euro-Industriepark és a Zenith kiállítási központ használja.